# Yanbian (Panzhihua)

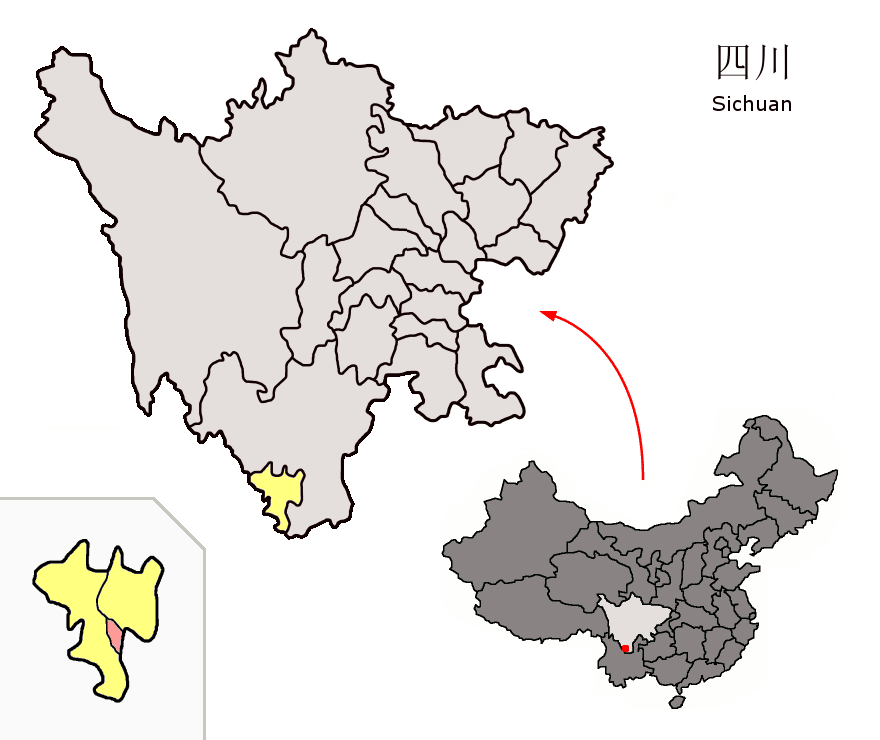
Lage des Kreises Yanbian (rosa) in der bezirksfreien Stadt Panzhihua (gelb).

Der Kreis Yanbian (chinesisch 盐边县, Pinyin Yánbiān Xiàn) ist ein Kreis im Süden der südwestchinesischen Provinz Sichuan. Er gehört zum Verwaltungsgebiet der bezirksfreien Stadt Panzhihua. Yanbian hat eine Fläche von 3.269 km² und zählt 178.797 Einwohner (Stand: Zensus 2020). Sein Hauptort ist die Großgemeinde Tongzilin (桐子林镇).

## Administrative Gliederung
Auf Gemeindeebene setzt sich der Kreis aus vier Großgemeinden und zwölf Gemeinden zusammen. 